# شية (شجرة)
الشِيّة أو شجرة الشِيّة من العائلة السبوتية، تنمو هذه الشجرة فقط في المناطق الاستوائية المدارية، سواء البرية أو المزروعة، بارتفاع 10-15 متراً، وقد يصل ارتفاعها إلى 25 متراً وقطر جذعها إلى 2 متر، وأشهر مناطق وجودها هي منطقة السافانا بالسودان وفي النيجر وأعالي النيل، وتؤتي ثمارها بعد 15 – 30 عاماً لتحوي النوعية الجيدة والعالية من الأحماض الدهنية، والتي تمنحها خصائص عالية في العلاج أفضل من زبدة الكاكاو والدهون النباتية الأخرى.
تثمر شجرة الشية ثماراً تشبه التمر صفراء مخضرّة بحجم المشمش، وتحتوي على بذور بحجم الجوز، تسمى النواة kernel، يأكلها الإنسان والطيور والحيوانات. وتُستخلص زبدة الشية من نواة هذه الثمار (تحوي 34-57% زيت) عن طريق كسرها وعصرها بماكينات ضغط خاصة، تقليدياً يتم نقعها بالماء المغلي ثم يجمع الدهن الذي يطفو على السطح، لها رائحة نفاذة غير محببة للبعض، ولذلك صار من اللازم تكريرها، ويكون لونها كريمياً ( مثل لون الزبدة المخفوقة) أو صفراء رمادية وذلك يعتمد على وقت حصادها أو الظروف التي تعرضت لها كالأمطار، والمكرر من زبدة الشية له طعم لذيذ ويكون لونها رمادي أو أخضر أو أبيض، وتحوي على نسب دهنية متساوية وهي غنية بحمض الأوليك الدهني ولها رائحة باهتة محببة.

## استخدامات زبدة الشية
– تستخدم زبدة الشية على نطاق واسع في مجال التجميل كمرطب أو كريم أو غسول سواءاً للشعر أم للجسم
– تستخدم في بعض المراهم الطبية لعلاج الأكزيما والحروق حيث أن لها خصائص مضادة للالتهابات والترطيب، وفي الزيوت العطرية .
– تستخدم في صناعة الشمع.
هناك بعض الحيرة في اختيار أي الأنواع هو الأفضل، الشرق أفريقي (شجرة الشية النيلية) أم الغرب أفريقي (شجرة الشية التناقضية)!
زبدة الشية من شرق أفريقيا لها نسبة أولين (الجزء السائل من الزبدة) أعلى من زبدة الشية لغرب أفريقيا، ولذلك فهي أكثر طراوة ونعومة وأقوى رائحة، وهو أغلى قيمة حيث تعطي المزارعات بشرق أفريقيا 5 أضعاف ما تأخذه المزارعات بغرب أفريقيا، مع ذلك فهو أكثر ندرة وصعب المنال.
زبدة الشية من شرق أفريقيا أقل في محتوى فيتامين أ A وأقل جموداً، فإذا كانت رغبتك علاج علامات تمدد الجلد والحصول على فيتامين A طبيعي فالأفضل في هذه الحالة زبدة الشية من غرب أفريقيا.
في المقابل تفيد زبدة الشية من شرق أفريقيا في الكثير من المجالات بشكل أكثر فاعلية من زبدة الشية الغرب أفريقية، فالأوغندية الخام ممتازة لجفاف الركبتين والمرفقين واليدين، وفروة الرأس الجافة، والتهاب الجلد والأكزيما، وحروق الشمس، وكمرهم للشفاه.